# Glanzende dwergwespbij
De glanzende dwergwespbij (Nomada furva) is een vliesvleugelig insect uit de familie bijen en hommels (Apidae). De wetenschappelijke naam van de soort is voor het eerst geldig gepubliceerd in 1798 door Panzer.